# Porzellanorgel

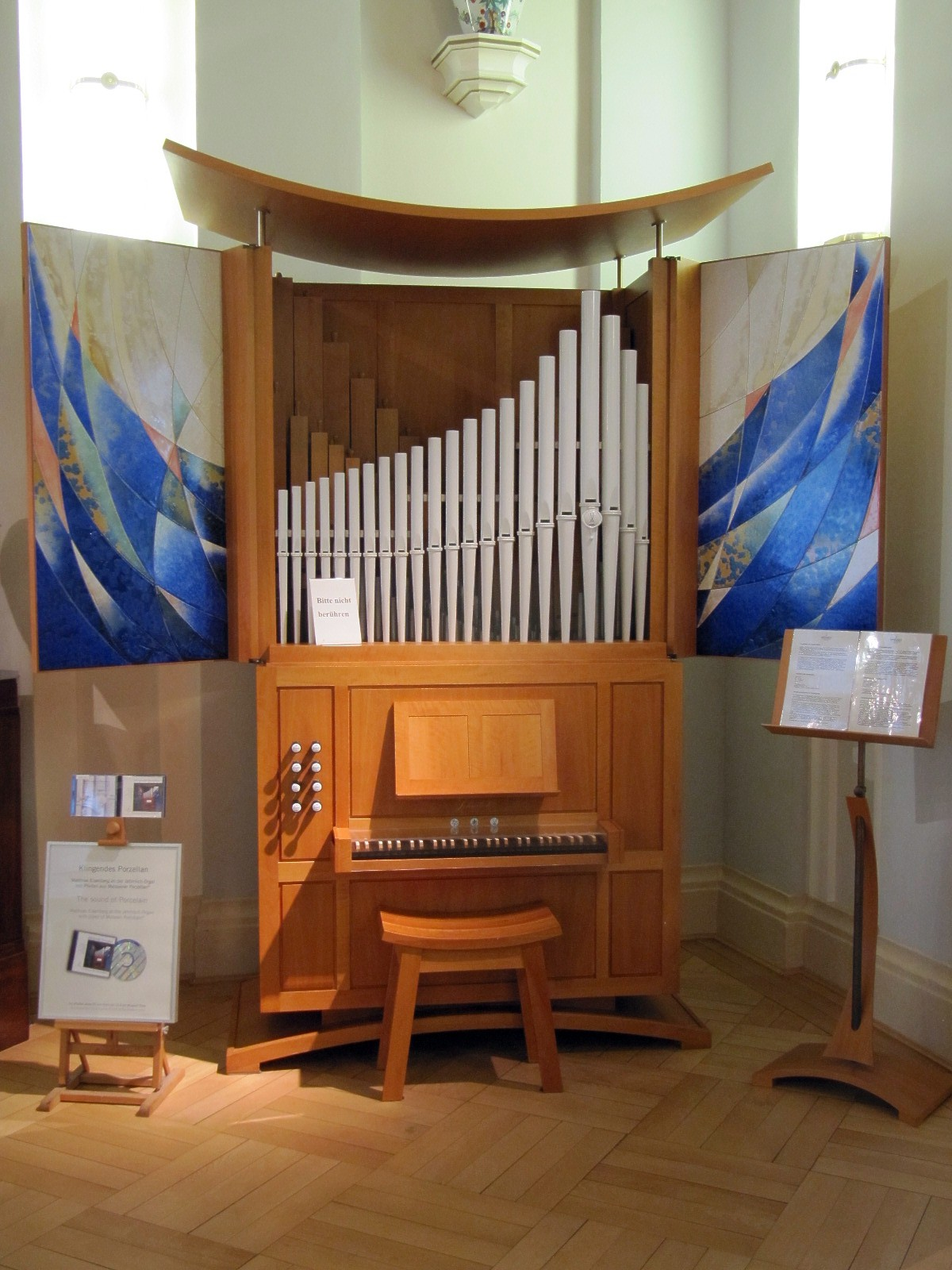
Orgelpositiv, Porzellanpfeifen im Prospekt, erbaut von Orgelbau Jehmlich

Als Porzellanorgel wird eine Orgel bezeichnet, bei der Pfeifen aus Porzellan bestehen.

## Geschichte
Ab 1732 experimentierte der Porzellanmodelleur Johann Joachim Kändler in Zusammenarbeit mit dem Orgelbauer Johann Ernst Hähnel mit der Herstellung von Orgelpfeifen aus Porzellan. Diese frühen Versuche misslangen, weil die Rohlinge mit ihren empfindlichen Labien beim Trocknen und Brennen auf unkontrollierbare Weise schrumpften. Hähnel und Kändler bauten in den Jahren 1732–1737 ein 3,50 Meter hohes und 2 Meter breites Porzellanglockenspiel, das 192 Glocken mit einem Durchmesser von bis zu 0,35 Meter und zwei Manuale von je vier Oktaven umfasste. Auch die Versuche von Emil Paul Börner in den 1920er Jahren, eine Porzellanorgel herzustellen, blieben erfolglos.
Erstmals gelang es der Meißener Ocarinafabrik Freyer & Co. Ende des 19. Jahrhunderts, Orgelpfeifen aus Porzellan herzustellen. Durch verschiebbare Platten am oberen Ende der Pfeife waren diese zu stimmen. Ein Orgelpositiv aus der Zeit um 1910 mit Pfeifen der Firma Freyer & Co. befindet sich heute im Musikinstrumentenmuseum der Universität Leipzig (Inventar-Nr. 3991). Es besitzt ein komplettes Register mit Porzellanpfeifen (gedackt bzw. in Okarinaform) und ein Register mit Metallpfeifen (beide mit Bass-Diskantteilung), außerdem 9 blinde Porzellan-Prospektpfeifen, bemalt mit Meißner Zwiebelmuster. Das Instrument wurde wahrscheinlich von Julius Jahn & Sohn, Dresden, gebaut, die ab 1899 mit der Firma Freyer zusammenarbeiteten.
Ein Dachbodenfund Ludwig Zepners in der Meißener Porzellanmanufaktur im Jahre 1950 regte ihn an, die frühen Versuche aufzugreifen und gemeinsam mit der Firma Jehmlich Orgelbau Dresden und der Staatlichen Porzellan-Manufaktur Meissen im Jahr 2000 eine Porzellanorgel zu bauen.
Zepner entwickelte gemeinsam mit Jehmlich Orgelbau Dresden Porzellan-Labialpfeifen aus mehreren Teilen (Fuß, Körper, Kern), die mit einem Spezialkleber zusammengefügt werden und vor dem Aushärten präzise positioniert werden können. So wurde 2000 als opus 1140  ein Orgelpositiv mit 22 Porzellanpfeifen im Prospekt in Zwei-Fuß-Lage geschaffen, 2015 entstand als opus 1165 ein Positiv mit fünf Registern, darunter eine Porzellanflöte in Acht-Fuß-Lage.
Die Weiterentwicklung und Umsetzung zu einer Porzellanorgel mit Glockenspiel aus denselben Unternehmen ist der Meissener Pfau der Evergreen Mall in Yokohama und ist 2006/2007 mit 49 Pfeifen und 40 Glocken aus Porzellan bestückt worden.

## Disposition der Jehmlich-Orgel von 2000
| Manual C–g3        |       |   |
| Gedackt B/D        | 8′    |   |
| Rohrflöte B/D      | 4′    |   |
| Porzellanflöte B/D | 2′    | X |
| Quinte B/D         | 1 ⁄3′ |   |

Anmerkungen
X = im Prospekt
- Schleifenteilung bei a0/b0

### Technische Daten
- 4 Register, 22 Porzellanpfeifen, 36 Holzpfeifen, 170 Metallpfeifen
- Körperlänge der größten Porzellanpfeife: 112 cm
- Körperlänge der kleinsten Porzellanpfeife: 48 cm
- Windlade: Schleiflade
- Gehäuse:
  - Material: Birnbaum
  - Innenseiten der Türflügel mit kristallglasurgeschmückten Porzellanplatten (Gestaltung: Christoph Ciesielski, Meissen)
- Traktur:
  - Tontraktur mechanisch
  - Registertraktur mechanisch
- Stimmung:
  - Höhe a1= 415 Hz / 440 Hz / 465 Hz (transponierbar)

## Aufnahmen
- Klingendes Porzellan. Werke von Johann Sebastian Bach, Carl Philipp Emanuel Bach, Johann Christoph Friedrich Bach, Wolfgang Amadeus Mozart und Matthias Eisenberg. Matthias Eisenberg an der Jehmlich-Orgel mit Pfeifen aus Meissener Porzellan. Jehmlich / Elton, Dresden 2001.